# Abuser
Abuser ist eine italienische Thrash-Metal-Band aus Mailand, die im Jahr 2005 gegründet wurde.

## Geschichte
Die Band wurde im November 2005 von Gitarrist Marco „Toffa“ Toffaletti und Schlagzeuger Lorenzo Graziani gegründet. Kurze Zeit später kam Bassist Walter Lamorte zur Besetzung, welcher anfangs nur zeitweise den Gesang übernehmen sollte. Einige Monate später kam Gitarrist Stefano Bertolotti zur Band. In der folgenden Zeit hielt die Band einige Auftritte ab und arbeitete an Liedern. Außerdem suchte die Band nach einem passenden Sänger. Jedoch war diese Suche vergeblich, sodass Bassist Lamorte permanent den Posten des Sängers einnahm. Danach nahm die Band ihr erstes Demo auf. Ein paar Wochen später erreichte die Band einen Vertrag bei My Graveyard Productions. Im Sommer 2008 begab sich die Band ins X-Studio, in dem das Debütalbum Threats of Fate aufgenommen und abgemischt wurde. Das Album erschien im Jahr 2010.

## Stil
Die Band spielt technisch anspruchsvollen Thrash Metal, wobei die häufigen Tempowechsel besonders charakteristisch sind.

## Diskografie
- 2007: Promo (Demo, Eigenveröffentlichung)
- 2010: Threats of Fate (Album, My Graveyard Productions)